# N-643
La N-643 (o Carretera de Acceso al Aeropuerto de Asturias) es una carretera perteneciente a la Red de Carreteras del Estado en España que conecta la carretera N-632 con el Aeropuerto de Asturias, atravesando la localidad de Santiago del Monte.

## Recorrido
Su recorrido se inicia aproximadamente en el punto kilométrico 109,650 de la carretera nacional N-632. Desde esta parte en dirección norte, atravesando la localidad de Santiago del Monte, donde conecta con las carreteras locales CT-1 y AS-318. Al salir de Santiago del Monte, llega a la rotonda de conexión con la autovía AI-82 y con la entrada al recinto del Aeropuerto de Asturias, donde finaliza su recorrido.